# Stade Louis-Villemer
Het Stade Louis-Villemer is een multifunctioneel stadion in Saint-Lô, een stad in Frankrijk. 
In het stadion is plaats voor 4.659 toeschouwers. Het stadion werd geopend in 2002.
Het stadion wordt vooral gebruikt voor voetbalwedstrijden, de voetbalclub FC Saint-Lô Manche maakt gebruik van dit stadion. Het stadion werd ook gebruikt voor het Europees kampioenschap voetbal mannen onder 19 van 2010. Dat toernooi werd gespeeld in Frankrijk en er werden twee groepswedstrijden en een halve finale gespeeld.